# Noordhornertolhek
Noordhornertolhek is een buurtje in de gemeente Westerkwartier in de Nederlandse provincie Groningen. Het wordt sinds de jaren 1930 doorsneden door het van Starkenborghkanaal. Oorspronkelijk werd het ook aangeduid als Noordhorner Tolhuis. Het langgerekte tolhuis staat nog aan noordzijde van het kanaal. Het gebied ten zuiden van Noordhornertolhek wordt Noordhornerga genoemd.

## Geschiedenis
Noordhornertolhek ligt op de plek waar het restant van het oude Hoendiep overgaat in het Van Starkenborghkanaal. Het gedeelte van dit kanaal ten westen van Noordhornertolhek is feitelijk een verbreding van het oude Hoendiep dat al halverwege de 17e eeuw is gegraven. Noordhornertolhek werd daarna een drukke plaats waar scheepsjagers die liepen op het traject tussen Blauwverlaat en Dokkum enerzijds en Groningen anderzijds samenkwamen in twee lokale herbergen aan noordzijde van het Hoendiep. Een van deze herbergen ('De Vrede') fungeerde tevens als tolhuis. Vanaf 1920 was er ook een smederij gevestigd. Aan zuidzijde van het huidige Van Starkenborghkanaal stonden de brugwachterswoning van de Gabrug, een boerderij en twee graanpakhuizen. Bij het graven van het Van Starkenborghkanaal in de jaren 1930 werden een aantal panden afgebroken, waaronder een van beide herbergen (die van de families Bosscher en Wegter). In 1951 werd de laatste herberg ('De Vrede') gesloten en ook de smederij is later verdwenen. De trekvaart zelf verdween begin 20e eeuw toen sleepboten de functie overnamen. De graanpakhuizen aan zuidzijde van het kanaal zijn tussen 1975 en 1976 afgebroken en de brugwachterswoning aan overzijde van de weg is in de 20e eeuw vervangen door een nieuwe woning.

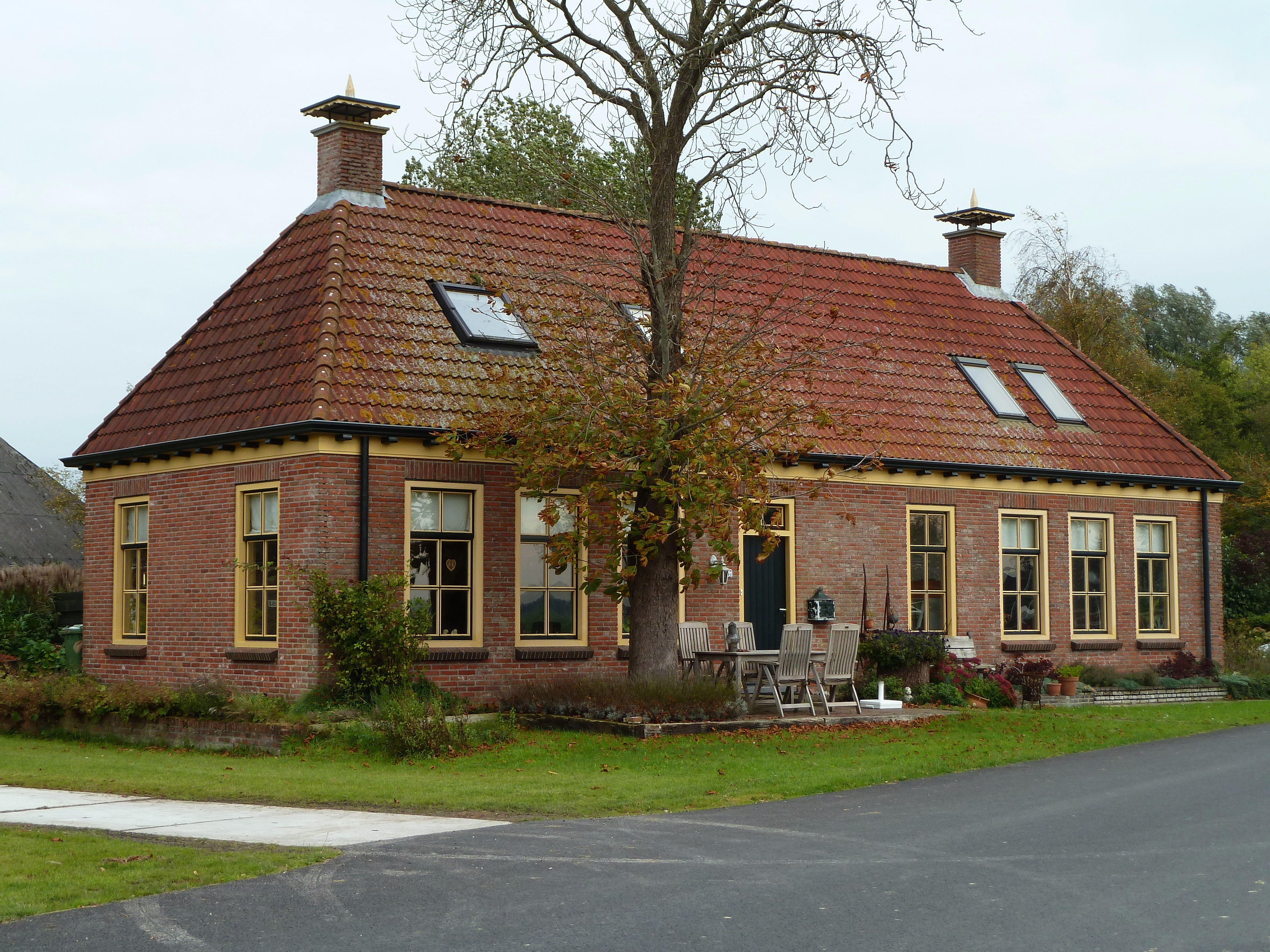
De voormalige herberg 'De Vrede' annex tolhuis bij Noordhornertolhek (noordzijde kanaal)
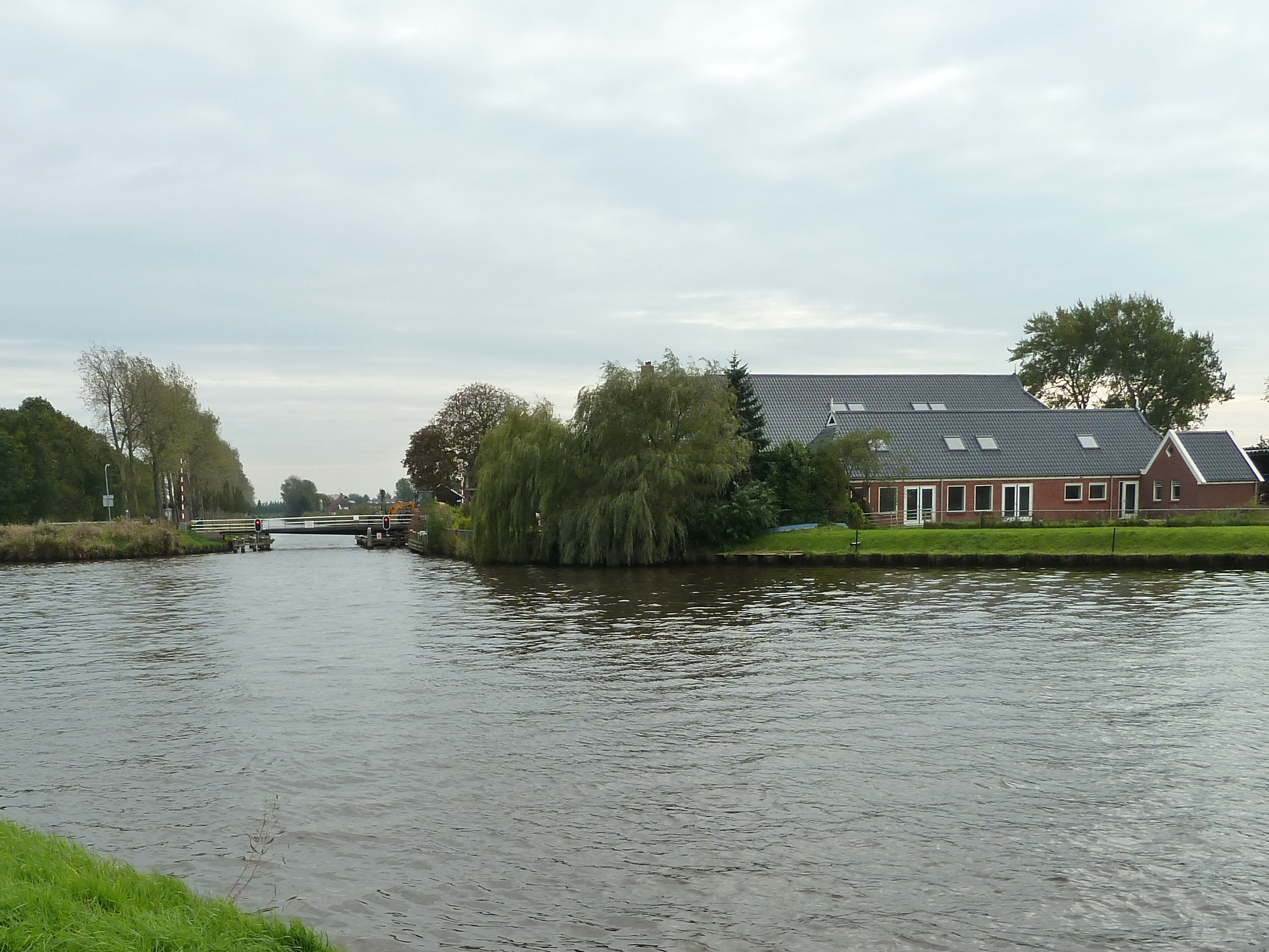
Gabrug met rechts de boerderij (zuidzijde kanaal). De graanpakhuizen stonden aan linkerzijde van deze boerderij.